# Psoralea adscendens
Psoralea adscendens är en ärtväxtart som beskrevs av Ferdinand von Mueller. Psoralea adscendens ingår i släktet Psoralea och familjen ärtväxter. Inga underarter finns listade i Catalogue of Life.